# Республика Конго на Паралимпийских играх
Республика Конго на Паралимпийских играх впервые приняла участие в 2016 году на летних Играх в Рио-де-Жанейро. На зимних Играх делегация Республики Конго участия пока не принимала. Медалей на Играх спортсмены Республики Конго пока не завоевали.